# 高知縣護國神社
高知県護国神社（こうちけんごこくじんじゃ）は、高知県高知市にある神社（護国神社）である。国難に殉じた高知県関係の戦没者4万1千余柱を祀る。
高知県護国神社奉賛会がある。

## 祭神
迅衝隊など、戊辰戦争の際に東征の陣で没した土佐藩士105柱。
明治維新志士四天王とされる武市半平太命・坂本龍馬命・中岡慎太郎命・吉村寅太郎命。
堺事件（慶応4年）で没した11名の土佐藩士。
幕末以来日清・日露、太平洋戦争（大東亜戦争）にあたって国家公共の為に殉じた高知県にゆかりのある戦没者。
高知県出身並びに、縁故ある戦没者4万1千余柱。

## 歴史
明治元年（1868年）、土佐藩主山内豊範が藩校高知致道館で、迅衝隊などの東征に従軍し陣歿した藩士105柱を招魂し、その御霊を鎮祭するため、現在の五台山大島岬に大島岬の地に社域を定め、翌年の明治2年に建社の土地に因んで大島岬神社と称して社殿竣工とともに神霊を鎮座地に奉還したことに始まる。
明治8年5月31日に招魂社と改称、昭和14年（1939年）に高知県護国神社に改称して特定護国神社となった。
第二次大戦後は占領下における宗教法人令によって国の管理を離れ、社号も元の大島岬神社と称していたが、崇敬者多数の熱望により、1959年（昭和34年）元の社名に復した。
1966年（昭和41年）7月1日、神社本庁の別表神社に加列する。

## 境内社
- 開拓神社

## 主な祭日
- 春季大祭（宵宮） 4月1日 - 春季大祭 4月2日 - みたま祭 8月15日
- 秋季大祭（宵宮） 11月1日 - 秋季大祭 11月2日
- 命月祭 毎月10日・20日・27日
- 命日祭 毎朝午前7時